# Тривожний сигнал про туман
Тривожний сигнал про туман — один з творів на морську тематику американського художника Вінслова Гомера (1836 − 1910).
В картині «Літня ніч» присутні дивляться на розбурхане море, як на драматину виставу. Але в залі (на березі) все ще небезпечно, хоча буря й лоскоче нерви. Дві дівчини навіть танцюють.
Танці давно закінчилися для рибалки в картині «Тривожний сигнал про туман». Море — ділянка небезпечна, тут смерть гуляє щоденно. І про обережність і нагадав тривожний сигнал. Рибалка підналіг на весла, аби врятуватись.
Справжня трагедія присутня вже на акварелі «Торнадо убивця (Після торнадо)». Суворе море щойно заспокоїлося. Але трагедія вже відбулася. Хвилі викинули на узбережжя уламки рибальського човна і труп негра-рибалки. Все просто і страхітливо, ніяких поступок шляхетним забобонам про некрасиву тему, неможливість подібного твору вивісити в вітальні чи кабінеті.
З часом драматизм творів Гомера нарастав, досягши кульмінації в останній період творчості майстра. За психологічну напруженість картин Гомера його високо поціновував ще один майстер психологічних драм — художник 20 століття Ендрю Ваєт.